# Palmyra (Virginie)
Pour les articles homonymes, voir Palmyra.
La census-designated place américaine de Palmyra est le siège du comté de Fluvanna, dans l’État de Virginie. Lors du recensement de 2010, sa population s’élevait à 104 habitants.

## Source
- (en) Cet article est partiellement ou en totalité issu de l’article de Wikipédia en anglais intitulé « Palmyra, Virginia » (voir la liste des auteurs).